# Çanakçı
Çanakçı là một huyện thuộc tỉnh Giresun, Thổ Nhĩ Kỳ. Huyện có diện tích 282 km² và dân số thời điểm năm 2007 là 7257 người, mật độ 26 người/km².